# Hjalmar Nyholm
Bror Hjalmar Sixten Nyholm, född 6 augusti 1873, död 5 februari 1905 i Österhaninge, var en svensk akvarellist och grafiker.
Hjalmar Nyholm var son till snickaren, klockaren och slöjdläraren Alfred och barnmorskan Adolfina Nyholm. Han blev i femårsåldern döv i sviten av scharlakansfeber och gick på Manilaskolan.
Nyholm studerade vid Konstakademien 1892–1897. Han finns representerad vid Uppsala universitetsbibliotek med en akvarellen Bondgård vid en sjö och i Kungliga biblioteket med två etsningar samt i Nationalmuseums samlingar.